# Drinkbox Studios
Drinkbox Studios Inc. est un développeur canadien de jeux vidéo basé à Toronto. La société a été fondée en avril 2008 par Chris Harvey, Ryan MacLean et Graham Smith, trois programmeurs précédemment employés par Pseudo Interactive, qui a fermé ses portes plus tôt cette année-là.

## Histoire
En 2008, le développeur de jeux Pseudo Interactive a licencié la majorité de son personnel avant de fermer complètement. Beaucoup d'employés licencié ont quitté Toronto pour travailler ailleurs, tandis que trois programmeurs, Chris Harvey, Ryan MacLean et Graham Smith, sont restés pour fonder leur propre studio de jeux en avril de la même année,. Leur idée était de créer une société de jeux qui créerait des jeux auxquels ils voudraient jouer. Initialement, la société s'appelait Not a Number Software, mais l'équipe a rapidement considéré le nom comme un mauvais choix et l'a changé pour DrinkBox Studios. Dans les semaines qui ont suivi la fondation de DrinkBox, ils ont embauché un artiste et un designer.

## Jeux développés
| Année | Titre                                        | Plateforme(s)                                                                |
| ----- | -------------------------------------------- | ---------------------------------------------------------------------------- |
| 2011  | Tales from Space: About a Blob               | Playstation 3                                                                |
| 2012  | Tales from Space: Mutant Blobs Attack        | Linux, macOS, Microsoft Windows, PlayStation 3, PlayStation Vita, Xbox 360   |
| 2013  | Guacamelee!                                  | PlayStation 3, PlayStation Vita                                              |
| 2013  | Guacamelee! Gold Edition                     | Linux, macOS, Microsoft Windows                                              |
| 2014  | Guacamelee! Super Turbo Championship Edition | Microsoft Windows, PlayStation 4, Wii U, Xbox 360, Xbox One, Nintendo Switch |
| 2016  | Severed                                      | iOS, Nouvelle Nintendo 3DS, Nintendo Switch, PlayStation Vita, Wii U         |
| 2018  | Guacamelee! 2                                | Microsoft Windows, PlayStation 4, Nintendo Switch, Xbox One                  |
| 2022  | Nobody Saves the World                       | Microsoft Windows, Xbox One, Xbox Series X/S                                 |